# Ceruchus chrysomelinus
Ceruchus chrysomelinus is een keversoort uit de familie vliegende herten (Lucanidae). De wetenschappelijke naam van de soort is voor het eerst geldig gepubliceerd in 1785 door Hochenwarth.